# Tachina jacobsoni
Tachina jacobsoni är en tvåvingeart som först beskrevs av Townsend 1926.  Tachina jacobsoni ingår i släktet Tachina och familjen parasitflugor. Inga underarter finns listade i Catalogue of Life.